# Borisoglebsk (gränsstation)
Borisoglebsk är en rysk gränsstation på gränsen mot Norge längs med Europaväg E105, omkring 40 kilometer från Nikel och drygt 20 kilometer från Kirkenes. Den öppnades 2003 och har ersatt en tidigare gränsstation nära den tidigare norska vid Skafferhullet.
Borisoglebsk ligger strax öster om enklaven Borisoglebsk och är en av Rysslands gränspassager mot Schengenområdet. Den är den enda gränspassagen mellan Ryssland och Norge. Gränsstationen på den norska sidan är Storskog. Det finns en taxfree-butik inom stationens område.
Under flyktingkrisen 2015 valde många vägen via Borisoglebsk i stället för den riskfyllda resan över Medelhavet. Under 2015 kom 5 500 asylsökare till Norge via Borisogleb/Storskog. År 2016 byggde Norge ett 200 meter långt och 3,5 meter högt gränsstängsel av ståltråd vid gränsstationen.
Tidsskillnaden mellan de båda sidorna om gränsen är om vintern – med normaltid i Norge – två timmar.